# Parthamasiris d'Arménie
Parthamasiris d'Arménie est un roi arsacide d'Arménie, ayant régné de 113 à 114.
Fils du roi Pacorus II, il est porté au trône d'Arménie par son oncle Osroès Ier au détriment de son propre frère Axidarès d'Arménie. 
Cette intrusion des Parthes dans les affaires arméniennes est considérée par Rome comme une rupture du traité de Rhandeia. L'empereur Trajan, malgré les offres de paix d'Osroès Ier, déclare la guerre aux Parthes et pour commencer envahit l'Arménie.
À Elegeia, près d'Erzurum, il reçoit la visite de Parthamasiris qui vient solliciter de lui son investiture. Trajan refuse de le reconnaître comme roi d'Arsacide et est mis à mort par son escorte lorsque ce dernier se retire.
L'Arménie est transformée en province romaine avec comme gouverneur Lucius Catilius Severus.